# Patrick Hefti
Patrick Hefti (Liechtenstein, 19 de noviembre de 1969) es un exfutbolista liechtensteiniano. Se desempeñaba en posición de defensa.

## Selección nacional
Fue internacional con la Selección de fútbol de Liechtenstein en treinta y tres ocasiones entre 1990 y 2002

## Clubes
| Club   | País          | Año                 |
| ------ | ------------- | ------------------- |
| Vaduz  | Liechtenstein | 1989/90 - 1999/2000 |
| Schaan | Liechtenstein | 2000/01 - 2001/02   |

## Palmarés

### Campeonatos nacionales
| Título                | Club  | País          | Año                                |
| --------------------- | ----- | ------------- | ---------------------------------- |
| Copa de Liechtenstein | Vaduz | Liechtenstein | 1990, 1992, 1995, 1996, 1998, 1999 |